# Uad el Liam
Uad el Liam (en árabe: واد اليان‎, en francés: Oued Lediane) es una localidad marroquí perteneciente al municipio de Alcazarseguir, en la región de Tánger-Tetuán-Alhucemas. Desde 1912 hasta 1956 perteneció a la zona norte del Protectorado español de Marruecos.